# Caloplaca mereschkowskiana
Caloplaca mereschkowskiana је врста лишаја из фамилије Teloschistaceae. Пронађена је у Западној Аустралији и представљена је као нова за науку 2011. године. Ботаничко име mereschkowskiana добила је у част руског биолога Константина Мерсечовског, који је описао Caloplaca brachyspora.